# (18043) Laszkowska
(18043) Laszkowska (1999 RQ54) – planetoida z pasa głównego asteroid okrążająca Słońce w ciągu 4,96 lat w średniej odległości 2,91 j.a. Odkryta 7 września 1999 roku.